# Janez Ažman
Janez Ažman, slovenski rimskokatoliški duhovnik, publicist in pisatelj, * 17. junij 1842, Kropa, † 4. julij 1910, Zgornje Gorje.
Janez Ažman je bil mašnik (1865) in župnik na Dovjem in v Gorjah pri Bledu . Nekaj časa je bil deželni poslanec za radovljiški okraj. Pisal je članke, ki so bili objavljeni v Novicah in Slovencu. List Pastir je objavil okoli 300 njegovih cerkvenih govorov. Ažman je leta 1867  objavil razpravo Darila in šiba v ljudski šoli; 1873 pa je izdal knjižico Krščanska izreja slovenske mladine.